# Śniedek baldaszkowaty
Śniedek baldaszkowaty (Ornithogalum umbellatum L.) – gatunek bylin należący do rodziny szparagowatych. Występuje dziko na terenie Europy (z wyjątkiem jej części północnej), w północno-zachodniej Afryce, w Turcji i na Cyprze. Jako roślina introdukowana i zdziczała spotykany jest w Ameryce Północnej i w Australii. W Polsce jest rozpowszechniony w dużej części kraju, brak go lub jest bardzo rzadki na obszarach górskich i północnym wschodzie. Na części stanowisk rośnie jako zdziczały z uprawy.

## Morfologia

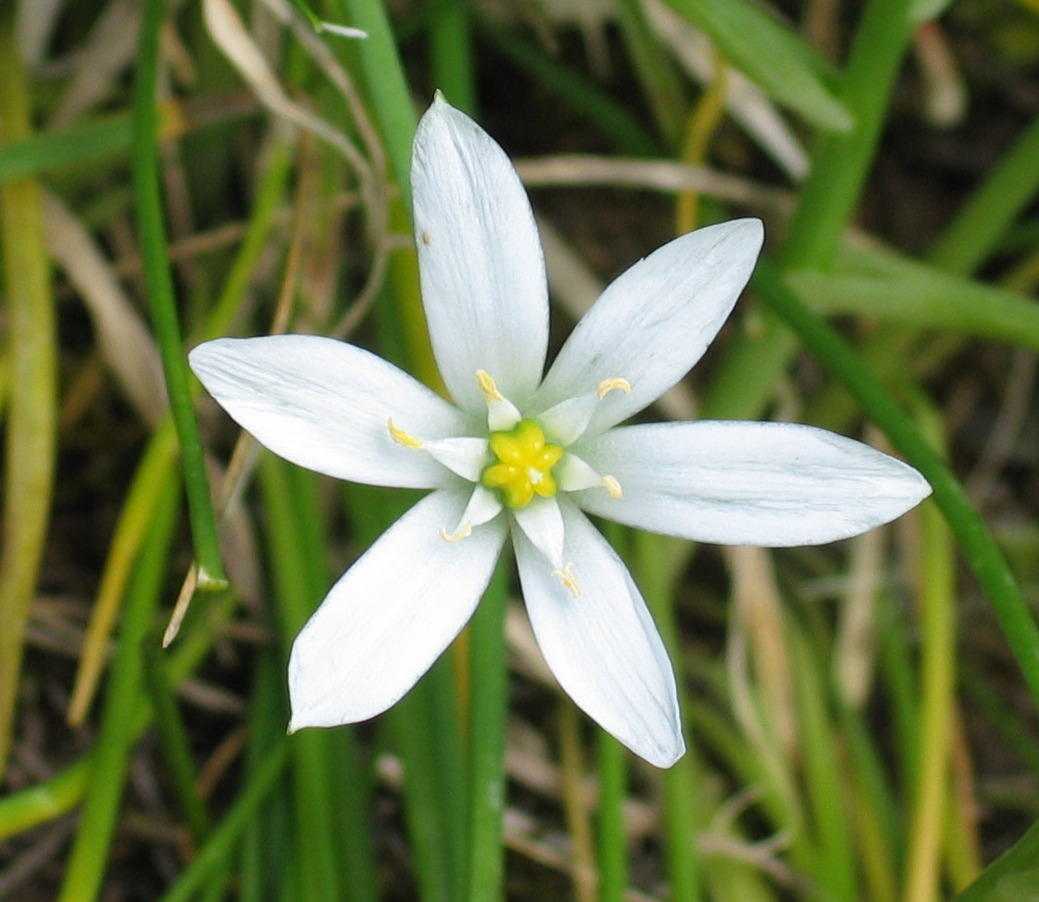

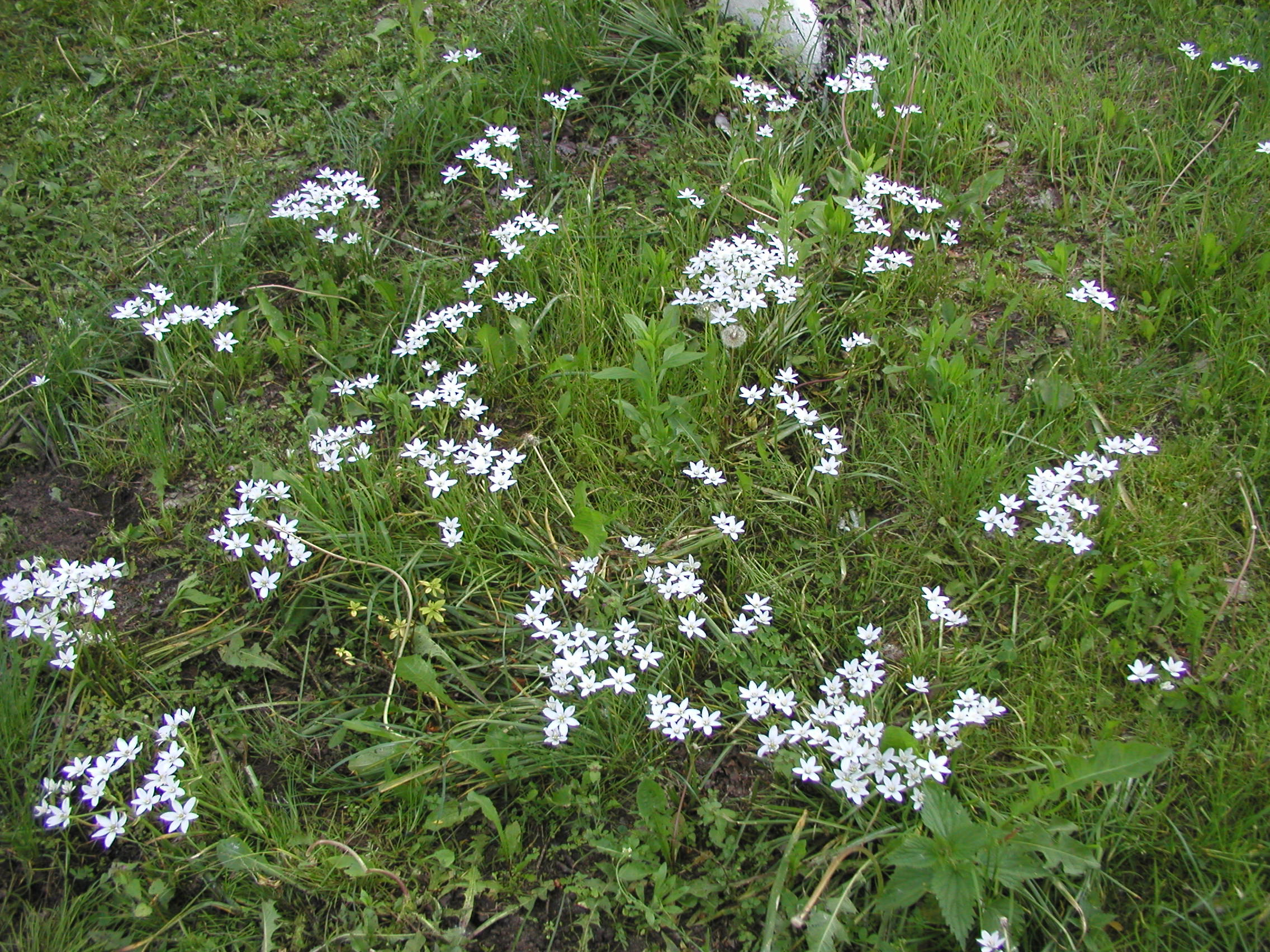

ŁodygaBezlistna (głąbik) o wysokości do 30 cm. Wyrasta z cebuli okrytej tuniką.
LiścieWystępują tylko liście odziomkowe w liczbie 6–9. Mają szerokość 2–3 mm, są długie, wąskie, rynienkowate i dłuższe od głąbika. Przez ich środek biegnie biały pasek. Podsadki błoniaste, o długości do 3,5 cm.
KwiatyPojedyncze kwiaty osadzone na długich, poziomych szypułkach, zebrane w baldachogrono. Szypułki mają długość 3–6 cm (są dłuższe od podsadek). Kwiaty o działkach białych z zielonym paskiem. Szerokość działek – 4–6 mm. Wewnętrzna strona nitki pręcików na środkowym żebrze ma ostry ząbek.
OwocOdwrotnie jajowata, ucięta na szczycie torebka.

## Biologia i ekologia
Geofit cebulkowy. Rośnie na trawiastych zboczach, w sadach, ogrodach, na polach. Często zdziczały z upraw. Kwitnie od kwietnia do maja. Liczba chromosomów 2n = 18-108.
Na śniedku baldaszkowatym rozwija się patogen Puccinia hordei wywołujący u jęczmienia chorobę zwaną rdzą jęczmienia.

## Ochrona
Gatunek podlegał w Polsce ścisłej ochronie gatunkowej od 1983 do 2014 roku.

## Zastosowanie
Roślina stosowana na skalniaki oraz do tworzenia obwódek na rabatach.

## Uprawa
Roślina mało wymagająca, która zalecana jest dla początkujących. Najlepiej rośnie w glebie lekkiej, w miejscu nasłonecznionym, ale toleruje też cień. Sadzenie cebulek odbywa się we wrześniu na głębokości około 8–10 cm.

## Występowanie w kulturze
- N. H. Moldenke, A. L. Moldenke – znawcy roślin biblijnych przypuszczają, że śniedek baldaszkowaty opisany jest jako dzika cebula w wersecie Biblii : „Powstał zatem wielki głód w Samarii. Bo oto nieprzyjaciele oblegali ją, tak iż głowa osła kosztowała osiemdziesiąt srebrnych syklów, a ćwiartka kaba dzikiej cebuli pięć syklów srebra” (2 Kr 6,25). Z kolei F. N. Hepper, J. Maillat, S. Maillat przypuszczają, że chodzi tu o śniedka narbońskiego (Ornithogalum narbonense). Obydwa gatunki występują we florze Palestyny. Autorzy zastanawiają się, czy cebule śniedków są jadalne. Hepper twierdzi, że cebule śniedka narbońskiego nie są trujące. Znane są fakty, że Syryjczycy spożywali je po ugotowaniu, ale Duke, który zjadł dwie ugotowane cebule zauważył przyspieszoną akcję serca, stwierdził, że są gorzkie, mają mydlany smak, i uważa, że: „musiałby być naprawdę bliski śmierci głodowej, by żywić się czymś takim”. Użyte w oryginale hebrajskim słowo dosłownie przetłumaczone oznacza nawóz ptasi. Hepper uważa, że wzgórza porośnięte śniedkiem z daleka wyglądają jak gdyby pokryte odchodami ptaków. Śniedek baldaszkowaty lub narboński są z dużym prawdopodobieństwem biblijną dziką cebulą (tak przetłumaczono to w polskiej Biblii Tysiąclecia), całkowitej pewności jednak nie można mieć[11].
- W Starożytnej Grecji młode panny wplatały sobie do wieńców na głowie cebule śniedków, jako coś bardzo cennego i symbol czystości[11].